# Victor Leclaire
Pour les articles homonymes, voir Leclaire.

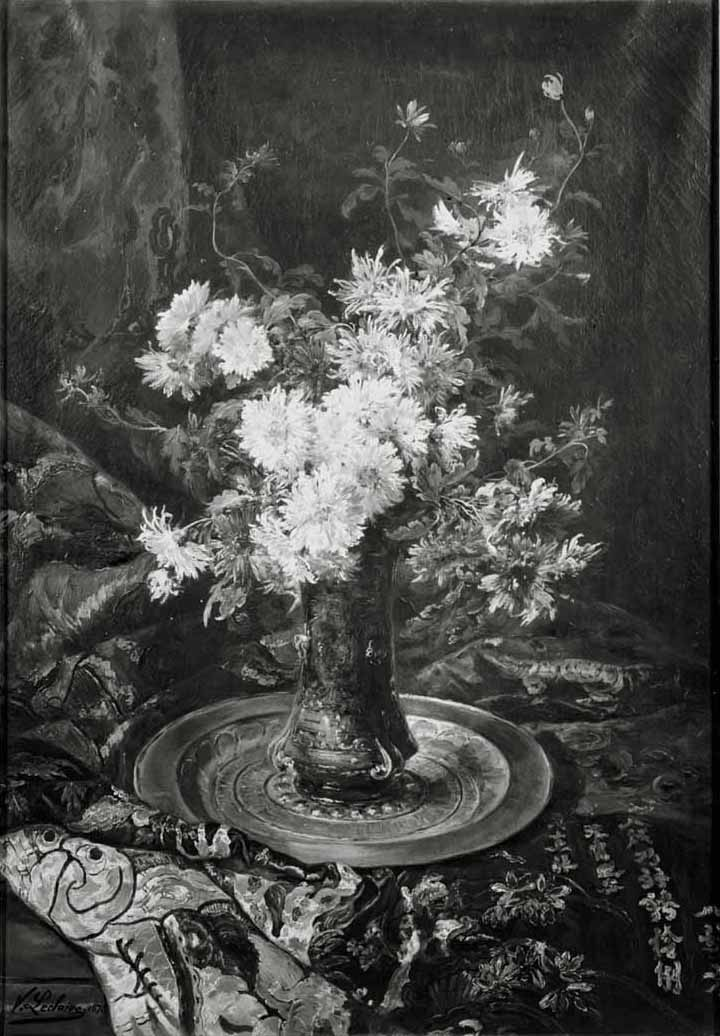
Cliché d'un tableau (1873), conservé au Centraal Museum.

Victor Leclaire, né dans l'ancien 3e arrondissement de Paris le 20 décembre 1830 et mort à Paris 18e le 17 janvier 1885, est un peintre français, spécialisé dans la nature morte et la représentation de bouquets de fleurs.

## Biographie
Parisien, il est le fils de Nicolas Leclaire, tailleur d'habits, et de Joséphine Augustine Munier qui demeurent au 2, place des Victoires en 1830, et le frère et l'élève du peintre d'histoire Léon Louis Leclaire (d) (Paris, 1829 - Neuilly-sur-Seine, 1899).
Il remporte au Salon une médaille de troisième classe en 1879 et de deuxième classe en 1881.
Ses premiers élèves furent Edmond-Adolphe Rudaux et Charles Armand Étienne Thomas. En 1878, il a pour élève le futur financier et collectionneur d'art Edmund Gabriel Davis (1861-1939). Son dernier élève fut Charles Conder.
Ernest Hoschedé l'appréciait.